# King's Cross (monument)
Pour les articles homonymes, voir King's Cross.

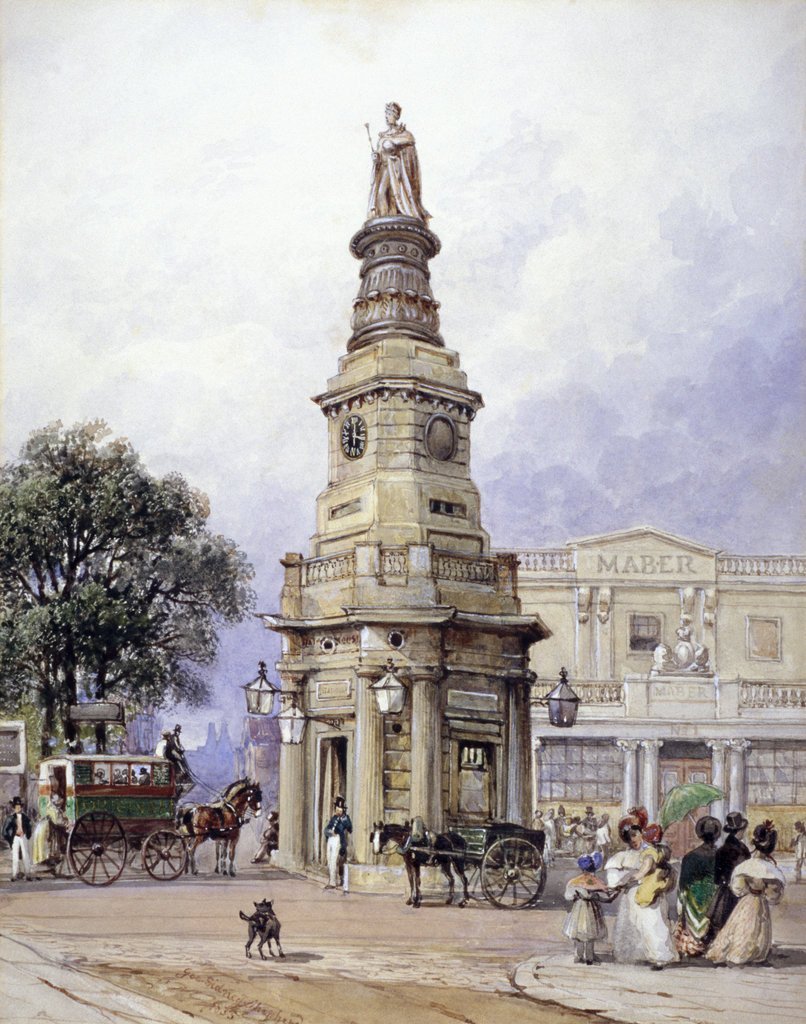
Le monument de King's Cross. Aquarelle de.

King's Cross était un monument situé à Londres qui a donné son nom au quartier du même nom. A sa construction en 1830, ce monument est un mémorial dédié au roi George IV, récemment décédé. Une statue représentant le défunt roi a été ajoutée en 1835, puis retirée en 1842, trois ans avant la démolition totale du monument en 1845.

## Histoire
Le monument a été construit grâce aux souscriptions publiques levées par l'architecte et promoteur immobilier britannique Stephen Geary. Geary expose une maquette de « la King's Cross » à la Royal Academy of Arts en 1830. Le projet devait initialement s'appeler la « Croix de Saint-Georges » ("St. George's Cross" en anglais). Les fonds récoltés ne sont pas aussi importants que ceux souhaités par l'architecte, ce qui implique que le monument construit est moins impressionnant et complet que prévu.
La King's Cross est construite à la jonction de Gray's Inn Road, de Pentonville Road (en) et de New Road (construite en 1765 et renommée Euston Road (en) en 1857), dans une zone auparavant connue sous le nom de Battle Bridge, où la York Way (en) enjambait la rivière Fleet, "Battle" faisant apparemment référence à une bataille livrée entre l'armée rebelle de Boadicée composée des Bretons insulaires et des soldats de la Rome antique.
Le monument est constitué d'une base octogonale avec des colonnes jumelées à chaque coin, une balustrade au premier étage destinée à être décorée de quatre statues, une à chaque coin (probablement les rois d'Angleterre ou les saints patrons d'Angleterre, d'Écosse, du Pays de Galles et d'Irlande ; on ignore si les statues ont été installées sur le monument), surmontées d'une horloge. À partir de 1835, le monument est surmonté d'une statue de George IV. La statue mesurait 11 pieds (3,35 m) de haut, et s'ajoutait aux 60 pieds (18,29 m) du monument,.
La statue n'a pas coûté plus de 25 £ à produire. Elle est faite de briques et de mortier, avec une finition qui lui donnait une apparence de pierre, « du moins aux yeux des spectateurs ordinaires ». Le monument a été décrit par l'auteur Walter Thornbury (en) comme « une structure octogonale ridicule couronnée d'une statue absurde ». King's Cross fait partie des bâtiments critiqués par Augustus Pugin dans son livre polémique Contrastes sorti en 1836, qui prônait lui la renaissance du style gothique médiéval. Pugin a comparé négativement King's Cross à la Chichester Cross (en).

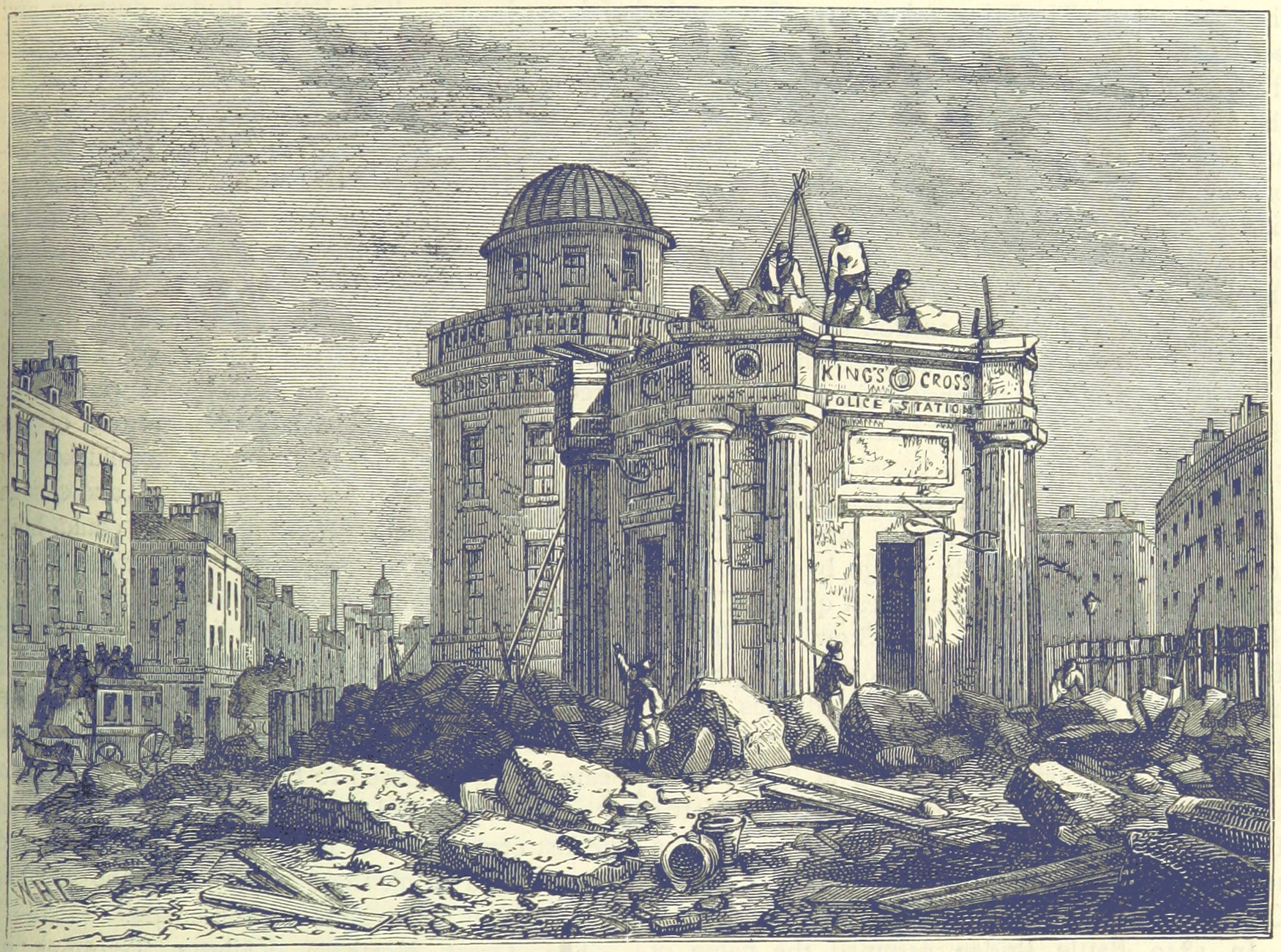
La démolition du monument en 1845 d'après un dessin de 1873

L'étage supérieur servait également de chambre noire. Le rez-de-chaussée est successivement utilisé pour des expositions, puis comme commissariat de police et plus tard comme pub. La statue, de mauvaise facture et fortement détériorée par le temps et les éléments, finit par être retirée en 1842. Le monument, situé en plein milieu de la route, devient progressivement un danger pour la circulation. Le bâtiment est donc démoli en 1845. Dans un rapport publié dans l'Illustrated London News, le nom "King's Cross" est utilisé pour décrire le quartier. La gare de King's Cross située à proximité a ouvert ses portes en 1852.
En 2014, lors du réaménagement du quartier de King's Cross, il a été proposé de « remettre le roi à King's Cross » en érigeant une plaque commémorative pour rendre hommage à la fois au roi et au monument disparu.